# Tashkent Open 2018
Il  Tashkent Open 2017 è stato un torneo di tennis giocato all'aperto sul cemento. Questa è stata la 20ª edizione dell'evento e fa parte della categoria International del WTA Tour 2018. Il Tashkent Open si è giocato dal 24 al 29 settembre 2018 al Tashkent Tennis Center di Tashkent, in Uzbekistan.

## Partecipanti

### Teste di serie
| Nazionalità | Giocatrice                | Ranking* | Testa di serie |
| ----------- | ------------------------- | -------- | -------------- |
| Romania     | Irina-Camelia Begu        | 55       | 1              |
| Bielorussia | Vera Lapko                | 66       | 2              |
| Slovenia    | Tamara Zidanšek           | 72       | 3              |
| Svizzera    | Stefanie Vögele           | 73       | 4              |
| Germania    | Tatjana Maria             | 74       | 5              |
| Slovacchia  | Anna Karolína Schmiedlová | 79       | 6              |
| Russia      | Evgeniya Rodina           | 84       | 7              |
| Slovenia    | Dalila Jakupovič          | 89       | 8              |

* Ranking al 17 settembre 2018.

### Altre partecipanti
Le seguenti giocatrici hanno ricevuto una Wild card:
- Nigina Abduraimova
- Anna Kalinskaya
- Vera Zvonarëva

Le seguenti giocatrici sono entrate in tabellone grazie al ranking protetto:
- Margarita Gasparyan
- Bojana Jovanovski

Le seguenti giocatrici sono passate dalle qualificazioni:

- Ivana Jorović
- Anastasia Potapova
- Dejana Radanović
- Fanny Stollár

### Ritiri
Prima del torneo
- Vitalia Diatchenko → sostituita da  Marta Kostjuk
- Pauline Parmentier → sostituita da  Nao Hibino

## Campionesse

### Singolare
Margarita Gasparyan ha battuto in finale  Anastasia Potapova con il punteggio di 6–2, 6–1.
- È il secondo titolo in carriera per Gasparyan, il primo della stagione.

### Doppio
Olga Danilović /  Tamara Zidanšek hanno battuto in finale  Irina-Camelia Begu /  Raluca Olaru con il punteggio di 7–5, 6–3.